# Pteronymia barilla
Pteronymia barilla är en fjärilsart som beskrevs av Richard Haensch 1903. Pteronymia barilla ingår i släktet Pteronymia och familjen praktfjärilar. Inga underarter finns listade.

## Bildgalleri

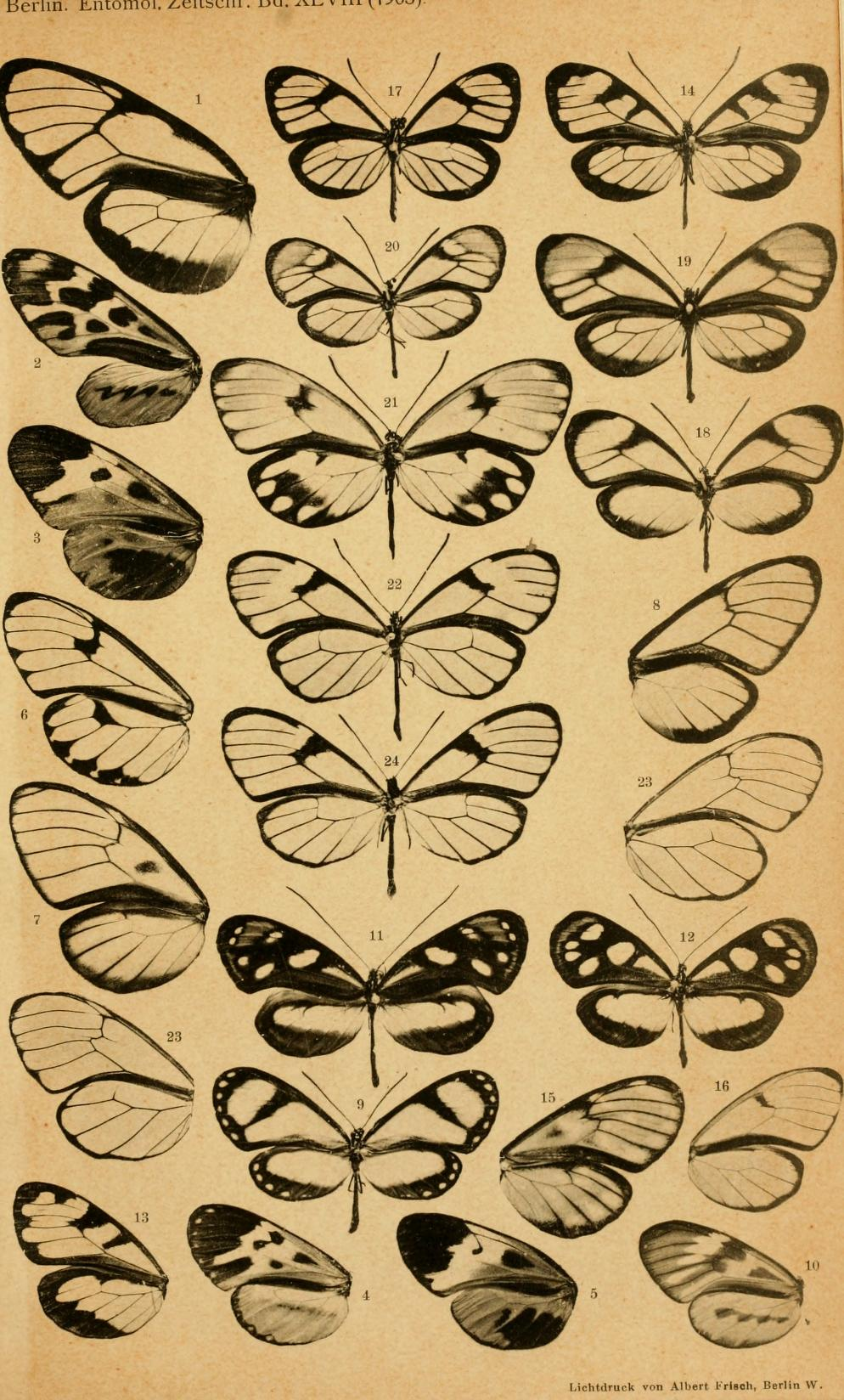